# 포도당 6-인산 탈수소효소
포도당 6-인산 탈수소효소(영어: glucose-6-phosphate dehydrogenase, G6PD) (EC 1.1.1.49)는 다음과 같은 화학 반응을 촉매하는 세포질 효소이다.
D-포도당 6-인산 + NADP+ + H2O ⇄ 6-포스포-D-글루코노-1,5-락톤 + NADPH + H+
포도당 6-인산 탈수소효소는 조효소인 니코틴아마이드 아데닌 다이뉴클레오타이드 인산(NADPH)의 수준을 유지하여 세포(예: 적혈구 등)에 환원 에너지를 공급하는 대사 경로인 오탄당 인산 경로에 참여한다. NADPH는 이러한 효소에서 글루타티온의 수준을 유지하여 과산화 수소와 같은 화합물로 인한 산화적 손상으로부터 세포를 보호한다. 정량적으로 보다 더 중요한 것은 간, 유선, 지방 조직 및 부신과 같은 지방산 또는 아이소프레노이드 생합성에 관여하는 조직에 대한 NADPH의 생성이다. 포도당 6-인산 탈수소효소는 포도당 6-인산을 산화시키면서 NADP+를 NADPH로 환원시킨다.
임상적으로 포도당 6-인산 탈수소효소의 X 연관 유전적 결핍은 사람에서 비면역 용혈성 빈혈을 일으킨다.

## 생물종에서의 분포
포도당 6-인산 탈수소효소는 세균에서 사람에 이르기까지 많은 생물종에 널리 분포되어 있다. 다른 생물체들에서 알려진 100가지 이상의 포도당 6-인산 탈수소효소의 다중 서열 정렬은 30~94% 범위의 서열 동일성을 나타낸다. 사람의 포도당 6-인산 탈수소효소는 아미노산 서열에서 다른 종의 포도당 6-인산 탈수소효소 서열과 30% 이상의 동일성을 갖는다. 사람은 또한 포도당 6-인산 탈수소효소를 암호화하는 단일 유전자의 두 가지 동질형을 가지고 있다. 게다가 이 유전자에서 168가지의 질병을 유발하는 돌연변이가 발견되었다. 이러한 돌연변이는 주로 아미노산 치환을 초래하는 미스센스 돌연변이이며, 그 중 일부는 포도당 6-인산 탈수소효소의 결핍을 초래하지만 다른 돌연변이는 눈에 띄는 기능적 차이를 초래하지 않는 것으로 보인다. 일부 과학자들은 사람의 포도당 6-인산 탈수소효소의 유전적 변이 중 일부가 말라리아 감염에 대한 적응의 결과라고 제안했다.
다른 종들도 포도당 6-인산 탈수소효소의 변이를 경험한다. 고등 식물에서 포도당 6-인산 탈수소효소의 여러 동질형이 보고되었으며, 이는 세포질, 색소체의 스트로마 및 퍼옥시좀에 국한되어 있다. 변형된 F420-의존성(NADP+-의존성과 반대) 포도당 6-인산 탈수소효소는 결핵균(Mycobacterium tuberculosis)에서 발견되며, 결핵 치료와 관련이 있다. 류코노스톡 메센테로이데스(Leuconostoc mesenteroides)에서 발견되는 세균성 포도당 6-인산 탈수소효소는 포도당 6-인산(G6P) 외에도 4-하이드록시노넨알에 대해 반응성인 것으로 나타났다.

## 효소 구조
포도당 6-인산 탈수소효소는 일반적으로 두 개의 동일한 단량체의 이량체로 발견된다. pH와 같은 조건엣 따라 이러한 이량체는 자체적으로 이량체화되어 사량체를 형성할 수 있다. 복합체의 각 단량체는 포도당 6-인산(G6P)에 결합하는 기질 결합 부위와 로스만 접힘을 사용하여 NADP+/NADPH에 결합하는 촉매 조효소 결합 부위를 가지고 있다. 사람과 같은 일부 고등 생물의 경우 포도당 6-인산 탈수소효소는 NADP+ 구조 부위라고 불리는 추가 NADP+ 결합 부위를 포함하며, 이는 포도당 6-인산 탈수소효소에 의해 촉매되는 반응에 직접 참여하지 않는 것으로 보인다. NADP+ 구조 부위의 진화적 목적은 알려져 있지 않다. 크기는 각 단량체의 길이가 약 500개의 아미노산(사람의 경우 514개의 아미노산)의 길이이다.
|  |

사람의 포도당 6-인산 탈수소효소와 류코노스톡 메센테로이데스(Leuconostoc mesenteroides)의 포도당 6-인산 탈수소효소 사이의 기능적 및 구조적 보존은 다음과 같이 효소에서 널리 보존된 3개의 영역을 가리킨다. 3개의 영역은 기질 결합 부위의 9개의 잔기로 구성된 펩타이드인 RIDHYLGKE (사람의 포도당 6-인산 탈수소효소의 198~206번째 잔기), 뉴클레오타이드 결합 지문인 GxxGDLA (사람의 포도당 6-인산 탈수소효소의 38~44번째 잔기), 기질 결합 부위 근처에 부분적으로 보존된 서열인 EKPxG이며, 여기서 "x"는 가변적인 아미노산을 나타낸다. 포도당 6-인산 탈수소효소의 결정 구조는 포도당 6-인산, 3분자의 물, 3분자의 리신, 1분자의 아르기닌, 2분자의 히스티딘, 2분자의 글루탐산 및 기타 극성 아미노산들을 포함하는 정전기적 상호작용 및 수소 결합의 광범위한 네트워크를 나타낸다.
172번 위치의 프롤린은 기질인 포도당 6-인산에 대해 Lys171을 올바르게 위치시키는 데 중요한 역할을 하는 것으로 생각된다. 정상인의 포도당 6-인산 탈수수효소의 두 가지 결정 구조에서 Pro172는 독점적으로 시스 입체구조로 나타나는 반면, 한 질병을 유발하는 돌연변이(변종 광동 R459L)의 결정 구조에서는 Pro172가 거의 독점적으로 트랜스 구조로 나타난다.
일부 과학자들은 결정 구조에 접근하여 다른 돌연변이의 구조를 모델링하려고 시도했다. 예를 들어 포도당 6-인산 탈수소효소의 결핍으로 인한 효소병증의 드문 독일 가계에서 포도당 6-인산 탈수수효소의 돌연변이 부위는 NADP+ 결합 부위, 포도당 6-인산(G6P) 결합 부위 및 두 단량체 사이의 경계면 근처에 있는 것으로 나타났다. 따라서 이러한 중요한 영역에서의 돌연변이는 포도당 6-인산 탈수소효소의 기능을 완전히 방해하지 않으면서 가능하다. 실제로 대부분의 질병을 유발하는 포도당 6-인산 탈수소효소의 돌연변이는 NADP+ 구조 부위 근처에서 일어나는 것으로 나타났다.

## NADP+구조 부위
NADP+ 구조 부위는 기질 결합 부위와 촉매 조효소 NADP+ 결합 부위로부터 20Å 이상 떨어져 위치한다. 효소 촉매 반응에서의 목적은 수년 동안 불분명했다. 얼마 동안, NADP+가 구조 부위에 결합하는 것은 효소 단량체의 이량체화에 필요하다고 생각되었다. 그러나 이는 잘못된 것으로 드러났다. 한편, 구조 부위에서 NADP+의 존재는 이량체의 이량체화를 촉진하여 효소 사량체를 형성하는 것으로 나타났다. 또한 사량체 상태가 촉매 활성에 필요하다고 생각되었는데, 이 역시 잘못된 것으로 판명되었다. NADP+ 구조 부위는 NADP+ 촉매 조효소 결합 부위와 상당히 다르며 뉴클레오타이드 결합 지문을 포함한다.
NADP+와 결합한 구조 부위는 이를 단단히 결합시키는 유리한 상호작용을 가지고 있다. 특히 4개의 물 분자와의 수소 결합을 통해 여러 원자에 걸쳐 확산되는 정전기 전하와 함께 수소 결합의 강력한 네트워크가 존재한다(그림 참조). 또한 π 시스템이 겹치는 결과를 초래하는 극도로 강력한 소수성 스태킹 상호작용의 세트가 있다.
구조 부위는 효소의 장기간의 안정성을 유지하는 데 중요한 것으로 나타났다. 40가지 이상의 심각한 클래스 I 돌연변이는 구조 부위 근처의 돌연변이와 관련되어 신체에서 이러한 효소의 장기적인 안정성에 영향을 미치고 궁극적으로 포도당 6-인산 탈수소효소의 결핍을 초래한다. 예를 들어 두 가지 심각한 클래스 I 돌연변이인 G488S와 G488V는 NADP+와 구조 부위 사이의 해리 상수를 7~13배까지 크게 증가시킨다. Arg487에 대한 잔기 488의 근접성으로 인해 488 위치의 돌연변이가 NADP+에 대한 Arg487의 위치 지정에 영향을 미쳐 결합을 방해할 수 있는 것으로 생각된다.

## 조절
포도당 6-인산 탈수소효소는 포도당 6-인산을 6-포스포글루코노-δ-락톤으로 전환시키며, 오탄당 인산 경로의 속도 제한 효소이다. 따라서 포도당 6-인산 탈수소효소의 조절은 오탄당 인산 경로의 전체적인 조절에서 중요하다.
포도당 6-인산 탈수소효소는 기질인 포도당 6-인산에 의해 자극된다. 생합성에 관여하는 조직의 세포질에서 NADPH/NADP+의 일반적인 비율은 약 100/1이다. 지방산 생합성을 위한 NADPH의 사용 증가는 NADP+의 수준을 극적으로 증가시키고 이는 포도당 6-인산 탈수소효소를 자극하여 더 많은 NADPH를 생성하도록 한다. 효모의 포도당 6-인산 탈수소효소는 긴 사슬 지방산에 의해 저해되며, NADPH를 필요로 하는 지방산 합성에서 생성물에 의한 억제일 수 있다.
포도당 6-인산 탈수소효소는 진화적으로 보존된 잔기인 Lys403의 아세틸화에 의해 음성적으로 조절된다. Lys403이 아세틸화된 포도당 6-인산 탈수소효소는 활성 이량체를 형성할 수 없으며 활성의 완전한 소실을 나타낸다. 기계적으로 Lys403을 아세틸화하면 NADP+가 NADP+ 구조부위에 들어가는 것을 입체적으로 방해하여 효소 안정성을 감소시킨다. 세포는 SIRT2 의존적 방식으로 포도당 6-인산 탈수소효소의 아세틸화를 감소시키는 세포 외 산화 자극을 감지한다. 포도당 6-인산 탈수소효소의 SIRT2 매개 탈아세틸화 및 활성화는 오탄당 인산 경로를 자극하여 세포질의 NADPH를 공급하여 산화적 손상에 대응하고 쥐의 적혈구를 보호한다.
조절은 유전적 경로를 통해서도 일어날 수 있다. 포도당 6-인산 탈수소효소는 전사 및 전사 후 인자에 의해 조절된다. 또한 포도당 6-인산 탈수소효소는 전사인자인 저산소증 유도 인자 1(HIF1)에 의해 활성화되는 다수의 해당과정의 효소들 중 하나이다.

## 임상적 중요성
포도당 6-인산 탈수소효소는 유전적 다양성이 높다. 대부분의 미스센스 돌연변이로부터 생성되는 포도당 6-인산 탈수소효소의 많은 변이체들은 광범위한 수준의 효소 활성 및 관련된 임상 증상으로 설명되었다. 이 유전자에 대해 서로 다른 동질형을 암호화하는 두 가지 전사 변이체가 발견되었다.
포도당 6-인산 탈수소효소 결핍증은 전세계적으로 매우 흔하며 단순 감염, 파바콩의 섭취 또는 특정 의약품, 항생제, 해열제 및 항말라리아제와의 반응이 있는 경우 급성 용혈성 빈혈을 유발한다.
|  |

세포 생장과 세포 증식은 포도당 6-인산 탈수소효소에 의해 영향을 받는다. 약리학적으로 포도당 6-인산 탈수소효소를 제거하면 유방암 세포가 안트라사이클린에 대해 교차내성을 극복하는 것으로 나타났다. 포도당 6-인산 탈수소효소 저해제는 암 및 기타 상태를 치료하기 위해 조사 중이다. 생체 외 세포 증식 분석은 포도당 6-인산 탈수소효소 저해제, 디하이드로에피안드로스테론(DHEA) 및 6-아미노니코틴아마이드(ANAD)가 급성 골수성 백혈병(AML) 세포주의 생장을 효과적으로 감소시킨다는 것을 보여주었다. 포도당 6-인산 탈수소효소는 급성 골수성 백혈병에서 저메틸화되고, SIRT2는 포도당 6-인산 탈수소효소를 활성화시켜 NADPH의 생성을 강화하고, 백혈병 세포의 증식을 촉진한다.

## 같이 보기
- 포도당 6-인산
- 포도당 6-인산 탈수소효소 결핍증
- 오탄당 인산 경로
- 말라리아
- 말라리아에 대한 사람의 유전적 저항성

## 더 읽을거리
- Vulliamy T, Beutler E, Luzzatto L (1993). “Variants of glucose-6-phosphate dehydrogenase are due to missense mutations spread throughout the coding region of the gene”. 《Human Mutation》 2 (3): 159–67. doi:10.1002/humu.1380020302. PMID 8364584. S2CID 46431236.
- Mason PJ (September 1996). “New insights into G6PD deficiency”. 《British Journal of Haematology》 94 (4): 585–91. doi:10.1111/j.1365-2141.1996.tb00001.x. PMID 8826878. S2CID 221484452.
- Wajcman H, Galactéros F (August 2004). “[Glucose 6-phosphate dehydrogenase deficiency: a protection against malaria and a risk for hemolytic accidents]”. 《Comptes Rendus Biologies》 (프랑스어) 327 (8): 711–20. doi:10.1016/j.crvi.2004.07.010. PMID 15506519.